# Mogulones geographicus

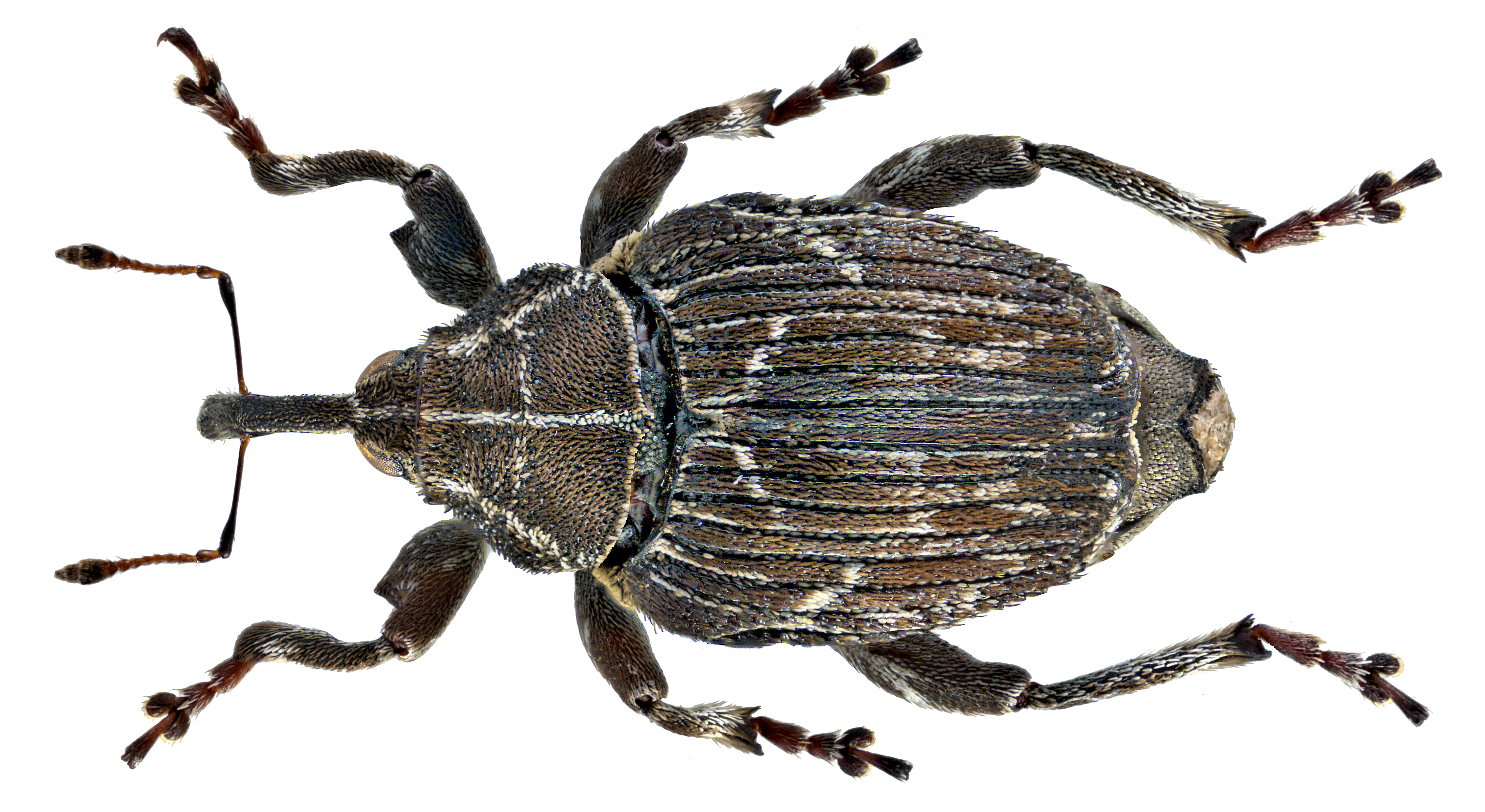
Mogulones geographicus – Präparat

Mogulones geographicus, auch als Landkarten-Raublattrüssler bekannt, ist ein Käfer aus der Familie der Rüsselkäfer (Curculionidae).

## Merkmale
Mogulones geographicus erreicht eine Länge von 4–5 mm. Die Flügeldecken des hellbraunen Rüsselkäfers besitzen eine Musterung aus feinen blassen Strichen.

## Vorkommen
Die Art kommt in der westlichen Paläarktis vor. Sie ist in Europa weit verbreitet und ist auf den Britischen Inseln (hauptsächlich im Süden und Osten Englands) vertreten. Ihr Verbreitungsgebiet reicht nach Nordafrika und in den Nahen Osten. In Australien wurde die Käferart bewusst eingeführt. Dort ist sie in  West- und Südaustralien sowie in Victoria und New South Wales vertreten. Die Käfer sollen die Ausbreitung des Wegerichblättrigen Natternkopfs (Echium plantagineum), eine in Australien eingeschleppte Pflanzenart, die bei Rindern bei starkem Verzehr zu Vergiftungserscheinungen führt, eindämmen.

## Lebensweise
Die Art lebt oligophag in warmen Lagen an Natternkopf-Arten (Echium), insbesondere am Gewöhnlichen Natternkopf (Echium vulgare). Im Sommer und Frühherbst sind die Käfer besonders häufig zu beobachten. Die Eier werden in Rosetten an die Basis des Pflanzenstängels gelegt und die daraus schlüpfenden Larven fressen dann an den Wurzeln ihrer Wirtspflanzen.

## Gefährdung
Die Art gilt in Deutschland als ungefährdet.